# Чемпионат РСФСР по хоккею с шайбой 1958/1959
Двенадцатый чемпионат РСФСР по хоккею с шайбой был разыгран в рамках класса «Б» чемпионата СССР.

## Розыгрыш медалей
В этом сезоне отдельный турнир для команд РСФСР не проводился. Вместо этого почти половина прошлогодних участников первенства была переведена в класс «Б» чемпионата СССР, увеличив его состав с 34 до 57 команд (планировалось до 62), где и были разыграно звание чемпиона.

### Финальный турнир класса «Б»
| М | Команда          | 1   | 2    | 3    | 4   | И | В | Н | П | Ш     | О |
| - | ---------------- | --- | ---- | ---- | --- | - | - | - | - | ----- | - |
|   | «Спартак» Омск   | -   | 3:3  | 3:2  | 7:0 | 3 | 2 | 1 | 0 | 13-5  | 5 |
|   | «Труд» Тушино    | 3:3 | -    | 1:10 | 4:3 | 3 | 1 | 1 | 1 | 8-16  | 3 |
|   | «Динамо» Горький | 2:3 | 10:1 | -    | 1:8 | 3 | 1 | 0 | 2 | 13-12 | 2 |
| 4 | «Торпедо» Глазов | 0:7 | 3:4  | 8:1  | -   | 3 | 1 | 0 | 2 | 11-12 | 2 |

### Состав чемпионов
Николай Кокшаров, Борис Дымков;

Владимир Мурашов, Юрий Костицын, Эдуард Дьяков, Олег Сорокин, Анатолий Осипенко;

Альберт Данилов, Рудольф Документов, Владимир Рогагин, Виктор Шевелев, Юрий Шаболдин, Юрий Андреев, Вячеслав Малков, Эдуард Рассказов, Валерий Сермяжко, Юрий Перегудов.

Тренер: Валентин Скибинский.